# Elizabeth Jane Gardner
Elizabeth Jane Gardner (Exeter, Nou Hampshire, 4 d'octubre de 1837- Saint Cloud, 28 de gener de 1922) va ser una pintora figurativa estatunidenca que va viure expatriada a París la major part de la seva vida. Allà va estudiar a París amb Hugues Merle, Lefebvre, i finalment amb William-Adolphe Bouguereau, amb qui es va casar el 1896, i l'estil del qual va adoptar amb tant èxit que part de la seva obra pot ser confosa amb la d'ell. El 1866 Gardner va ser la primera dona nord-americana que va exposar en el Saló de París, una mostra en la qual va participar fins a vint-i-cinc cops. Premiada amb una medalla d'or en el Saló de 1877, es va convertir en la primera dona que va rebre aquest honor.
| «                        | Sé que se'm critica per no reivindicar amb més intensitat la meva personalitat artística, però prefereixo ésser recordada com la millor imitadora de Bouguereau que no pas caure en l'oblit! | » |
| — Elizabeth Jane Gardner | |   |

Gardner va estudiar al seminari Lasell a Auburndale, Massachusetts, on rebé la primera formació artística. Mentre copiava mestres antics a Boston, Gardner va adonar-se que la seva manera de dibuixar no era del tot adequada i que necessitava viatjar a Europa a aprendre. L'any 1864 va emigrar a París, al costat de Robinson.
Molt independent, Gardner va demanar l'autorització per vestir com un home, de tal manera que pogués assistir a les classes impartides als Gobelins. Fou una dona molt astuta i molt hàbil a nivell lingüístic, essent capaç de parlar als seus clients tant en anglès, francès, italià o alemany per tal que se sentissin més còmodes. Gardner sabia com publicitar-se i teixir relacions que li servirien per potenciar la seva carrera i aconseguir nous encàrrecs.